# Eriobotrya stipularis
Eriobotrya stipularis är en rosväxtart som beskrevs av William Grant Craib. Eriobotrya stipularis ingår i släktet eriobotryor, och familjen rosväxter. Inga underarter finns listade i Catalogue of Life.